# Letiště Náměšť

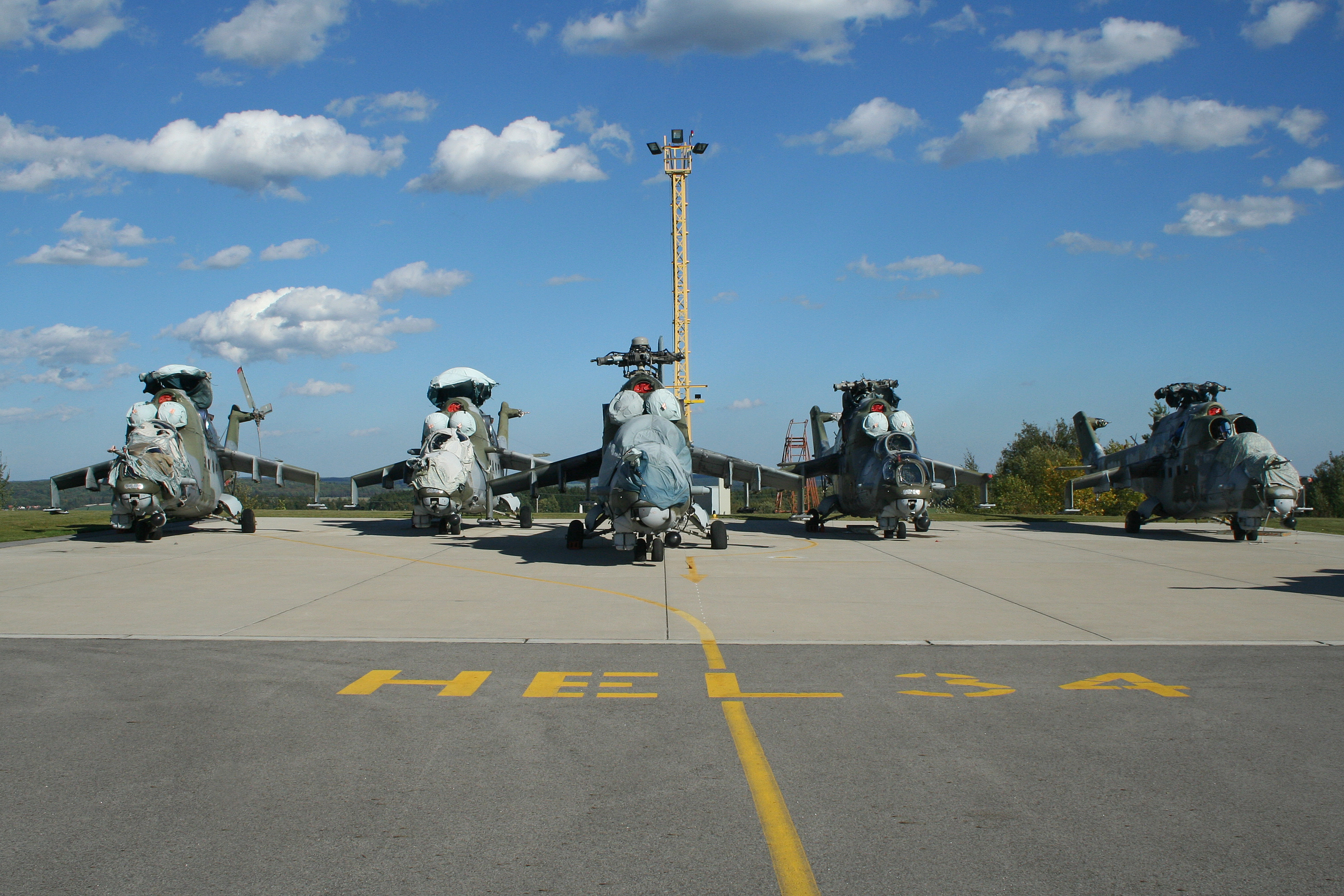
Mi-24V na letišti

Letiště Náměšť je vojenské letiště české Armády v bezprostřední blízkosti Sedlce v okresu Třebíč. Velitelem základny byl od roku 2016 do listopadu 2018 plukovník gšt. Petr Čepelka, od té doby je velitelem stejně jako v letech 2014–2016 plukovník Miroslav Svoboda, měl by být velitelem krátkodobě přibližně na jeden rok, než bude vybrán dlouhodobý velitel. Letiště bylo otevřeno v roce 1956. Na letišti má sídlo 22. křídlo Vzdušných sil Armády České republiky (221. vrtulníková letka, 222. vrtulníková letka, 223. letka oprav letecké techniky) a obslužné letky (224. letka velení a řízení, 225. letka bojového zabezpečení a 226. letka logistické podpory).
V roce 2020 byla otevřena expozice s názvem Třistajedenáctka, otevření se zúčastnil i Emil Boček a Tomáš Lom.
Občané Radkovic u Hrotovic si stěžují na hluk vojenských vrtulníků trénujících nízké přelety nedaleko obce.

## Historie
V minulosti na základně sloužily i 20. pluk, 19. letištní prapor, 51. prapor PZN, 20. stíhací bombardovací pluk, 32. základna taktického letectva a obslužné prapory.
Vláda Československé republiky schválila výstavbu letiště 20. června 1956 a to usnesením č. 1674, kdy 1. října téhož roku byl založen 20. stíhací letecký pluk s působištěm na letišti Čáslav, stal se součástí 6. stíhací letecké divize v Brně. Její součást tvořily letadla typů MiG-15. Tentýž den byl založen i 19. letištní prapor. O necelý rok později, 27. března 1957, byla 20. pluku udělena bojová zástava a k druhému výročí založení byl 20. pluk zařazen do sestavy 22. stíhací letecké divize v Chrudimi.
K přesunu na nově vzniklé letiště došlo 14. ledna 1960, 14. července 1961 došlo k přejmenování 20. pluku na 20. stíhací bombardovací letecký pluk a letouny tak byly přebudovávány postupně na verzi MiG-15 SB, od roku 1965 tyto letouny však byly postupně vyřazovány z provozu a byly nahrazeny Su-7 BM a ještě později (1971) i letouny L-29 Delfín. Později došlo k mnoha cvičením vojáků z náměšťského letiště a to v rámci Varšavské smlouvy v zahraničí i v Československu. Roku 1980 byla rekonstruována ranvej. V roce 1987 započalo přezbrojení jednotek na letouny Su-22.
Po sametové revoluci došlo k několika změnám, kdy 20. pluku bylo dekretem prezidenta propůjčeno čestné jméno "Biskajský" a v roce 1992 byla založena 20. základna letectva. K 31. březnu 1994 zanikla 20. letecká základna a 20. letecký pluk a od 1. dubna téhož roku došlo ke vzniku 32. základny taktického letectva v Náměšti nad Oslavou a ke konci tohoto roku byly na náměšťskou leteckou základnu přesunuty letadla typu Su-25. Od roku 1997 je základna přímo podřízena Velitelství vzdušných sil Armády ČR.
K příležitosti státního svátku 28. října 1998 byl prezidentem republiky udělen letecké základně název Biskajská, kdy se tak měla letecká základna přihlásit k dědictví 311. bombardovací perutě RAF, kdy tato bojovala nad Biskajským zálivem. Dne 27. května 2000 proběhlo ve městě Náměšť nad Oslavou předání praporu města základně. Ke konci tohoto roku došlo k ukončení činnosti letounů typu Su-25 a 10. května následujícího roku byly základně předány letouny typu L-159 ALCA, k 31. březnu 2002 byla také ukončena činnost letounů typu Su-22 a kompletně tak došlo k přezbrojení na letouny typu L-159, těch v květnu 2002 měla k dispozici 18, cílový počet letounů tohoto typu na 32. základně měl být 36.
V roce 2003 byla zahájena modernizace a přestavba letecké základny, 30. listopadu téhož roku však došlo i k ukončení činnosti 32. základny taktického letectva a 1. prosince 2003 došlo k založení 22. základny letectva. Koncem tohoto roku také došlo k ukončení provozu letounů typu L-159 a přesunu těchto letounů na čáslavské letiště. Na náměšťské letiště byly přesunuty letouny typu L-39 ZA, ty byly v roce 2004 dočasně odsunuty na pardubické letiště, k jejich návratu na modernizované letiště v Náměšti došlo 12. července 2005. V roce 2008 došlo k přesunu letky vojenských vrtulníků z letiště v Přerově, byly to vrtulníky typu Mi-24, později, v září 2013 došlo ještě k přesunu vrtulníků typu Mi-171Š. Tyto vrtulníky jsou spravovány personálem také přesunutým z přerovského letiště.
V říjnu 2013 byly přesunuty letouny typu L-39 na čáslavské letiště a také byla k 23. října tohoto roku ukončena činnost 222. výcvikové letky "Šiškova" a k 1. prosinci téhož roku došlo k zahájení činnosti 22. základny vrtulníkového letectva. K 1. únoru 2014 byla zahájena činnost jednotek Search and Rescue (tzv. SAR), kdy obdobné jednotky působily na náměšťském letišti již od roku 1997.
V roce 2020 byl rekonstruován povrch ranveje letiště a také byla ranvej přeznačena z 31/13 na 30/12, což je důsledkem posunu magnetického severního pólu.
V roce 2021 bylo oznámeno, že na letišti bude postaveno výcvikové a servisní centrum. Stavba by měla být zahájena v roce 2023.

## Vojenská cvičení
Pravidelně se na letecké základně koná vojenské cvičení pod hlavičkou NATO pod názvem Ample Strike, cvičení probíhá ve spolupráci se základnami v Čáslavi, Bechyni a dalších. V roce 2015 se cvičení zúčastnilo celkem více než 1000 vojáků z 19 zemí. Dříve se na základně konaly cvičení Flying Rhino nebo Ramstein Rover. V roce 2016 se cvičení Ample Strike 2016 konalo od 30. srpna, celkem proběhlo 498 letů a 1520 navedení na cíl. V roce 2017 se konalo cvičení Ample Strike od 23. srpna do 12. září, zúčastnili se vojáci celkem 19 zemí. V roce 2018 se koná cvičení Ample Strike od 3. do 14. září, zúčastní se cca 1200 vojáků z 19 zemí. V roce 2019 se na letišti konalo cvičení Dark Blade 2019. Konalo se od 9. května do 3. června. Součástí je 300 zahraničních a 900 českých vojáků. Roku 2019 se konalo i cvičení Ample Strike. Ample Strike se konalo i v roce 2020, a to i přes hrozbu zrušení kvůli nemoci covid-19. Zúčastnili se vojáci z 6 zemí NATO. Cvičení Ample Strike se konalo také v roce 2021, součástí cvičení bylo i předvedení bezpilotního letounu MQ-9 Reaper. Vojenského cvičení v roce 2021 se zúčastnilo 600 vojáků. V roce 2022 se cvičení Ample Strike konalo mezi 29. srpnem a 16. září.